# Goran Pavletić
Goran Pavletić (Zagreb, 2. prosinca 1968.) je hrvatski filmski redatelj i umjetnički fotograf.
U rodnom Zagrebu završio je osnovnu i srednju školu. Diplomirao je 1995. godine na Akademiji dramske umjetnosti,  filmsku i televizijsku režiju. Tijekom srednje škole bavio se novinarstvom (Vjesnik, Start, Radio 101), a tijekom studija počinje režirati dokumentarne filmove kao vanjski suradnik na HRT te za neke od privatnih producentskih kuća, a radi i kao asistent režije na filmu „Krhotine“ Zrinka Ogreste i američkom filmu „Vlak smrti“ s Pierce Brosnanom u glavnoj ulozi. 
Pavletićev kratkometražni studentski film „Zona sudbine“ prikazan je na studentskom filmskom festivalu u Münchenu i manifestaciji „Dani hrvatskog filma“. Diplomski srednjemetražni film „Prolazi sve“ u koprodukciji ADU & HRT & Jadran film prikazan je na festivalu u Puli u konkurenciji mladog filma, te na međunarodnom festivalu u Trstu. Njegov najzapaženiji film jest dokumentarni film „Za križen“ u produkciji HRT koji je više puta prikazan na HTV, te je uvršten kao filmska literatura na studiju antropologije na Filozofskom fakultetu u Zagrebu. Film je izdan i na kompilacijskom dvd izdanju „Orfeja“.
Od 1995. zaposlen je kao viši stručni suradnik u Ministarstvu prometa i veza RH. 
Od 1996. do 1999. tajnik je za kulturu u Glavnom tajništvu Hrvatske demokratske zajednice.
Krajem 1999. godine ravnatelj je Kulturno informativnog centra u Zagrebu u tri uzastopna mandata. 
Od 2015. godine je umjetnički fotograf - slobodnjak, te radi niz drugih honorarnih poslova. Fotografije su mu bile izabrane u uži izbor na natječajima Foto City 2015. i 2016. godine za najbolje fotografije fotografa jugoistočne Europe. U 2017. godini bio je odabran kao sudionik skupne izložbe Monochrome u galeriji Blank Wall u Ateni, Grčka. Na natječaju ugledne svjetske nagrade International Photographer of the Year 2016 - IPOTY osvojio je dva priznanja Honorable mention u kategorijama street photography i fine art landscape photography. Honorable mention za street fotografiju također je osvojio na internacionalnom natječaju MONOVISIONS 2017 .Na natječaju američkog fotografskog udruženja Motif Collective osvojio je 2017. prvo mjesto za svoju fotografiju. Talijanski fotografski kolektiv posvećen uličnoj fotografiji Street Level Photography uvrstio mu je fotografiju među 60 najbojih uličnih fotografija u 2017. i 2018. godini. Tri fotografije uvrštene su mu u mini foto monografiju Streets Notes 2017 među dvadeset i dva autora iz cijeloga svijeta. Dvije fotografije uvrštene su mu u fotomonografiju Dream of Venice izdavačke kuće Bella Figura za koju je uvod napisao poznati talijanski književnik Tiziano Scarpa. Fotografske izložbe: "BLUE STREETS - Melankolični prostori" Veljača 2018. godine u KIC-ovoj Galeriji na katu u Zagrebu. Ožujak 2018. Muzej grada Rijeke, u Rijeci. Sudjeluje na skupnoj izložbi Gradovi u galeriji ŠPED u Zagrebu 2020. Na natječaju Tokyo International Foto Award 2019. u Tokyu u Japanu osvaja brončanu medalju za foto seriju Burlesque.

## Vanjske poveznice
- Osobne stranice

1. ↑  KONSTITUIRAJUĆA SJEDNICA NOVOG GLAVNOG TAJNIŠTVA HDZ-A. HINA. 10. svibnja 1996. Pristupljeno 22. lipnja 2025.. …za kulturu Goran Pavletić te…